# Едмунд Гвенн
Едмунд Гвенн (англ. Edmund Gwenn, уроджений Келлевей (англ. Kellaway); 26 вересня 1877 — 6 вересня 1959) — британський актор.

## Фільмографія
- 1934 — Віденські вальси / Waltzes from Vienna
- 1940 — Гордість і упередження
- 1940 — Іноземний кореспондент
- 1943 — Лессі повертається додому
- 1943 — Вічність і один день
- 1947 — Вулиця Зеленого дельфіна / Green Dolphin Street
- 1947 — Диво на 34-й вулиці
- 1954 — Вони! / Them! — доктор Гарольд Медфорд
- 1955 — Неприємності з Гаррі